# طريق قراقرم السريع
طريق قراقرم السريع (Urdu: شاہراہ قراقرم ؛ المعروف بأحرفها الأولى KKH، والمعروف أيضًا باسم N-35 أو الطريق الوطني رقم 35 (Urdu: قومی شاہراہ 35) أو الطريق السريع باكستان-الصين. وهو الطريق الوطني الذي يمتد من حسن عبدال في مقاطعة البنجاب الباكستانية إلى ممر خونجراب في غلغت-بلتستان يلبغ طوله نحو 1300 كيلومتر (810 ميل )، حيث يعبر إلى الصين ويصبح الطريق السريع الوطني الصيني رقم 314. يربط الطريق السريع بين المقاطعات الباكستانية البنجاب وخيبر بختونخوا بالإضافة إلى غلغت-بلتستان مع منطقة شينجيانغ الويغورية ذاتية الحكم في الصين. الطريق السريع هو معلم سياحي شهير وهو واحد من أعلى الطرق المعبدة في العالم، ويمر عبر سلسلة جبال قراقرم، عند عند أقصى ارتفاع يبلغ 4,714 متر (15,466 قدمًا) ) بالقرب من ممر خنجراب. نظرًا لارتفاعها العالي والظروف الصعبة التي تم بناؤها فيها، غالبًا ما يشار إليها باسم المعجزة الثامنة في العالم. الطريق السريع هو أيضًا جزء من الطريق السريع الآسيوي AH4

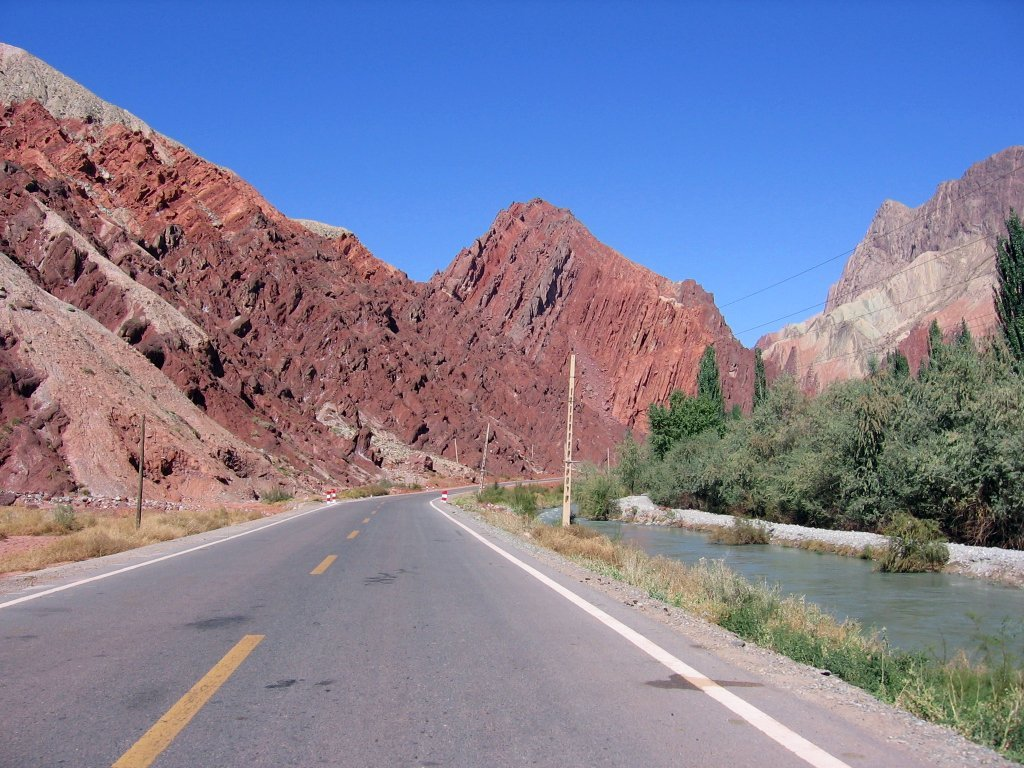
طريق قراقرم.